# Хоцький горб
Хоцький горб — пагорб, підвищення в межах Бориспільського району Київської області і (частково) Черкаського району Черкаської області. Розташований на лівому березі Дніпра.
Висота пагорба 152,3 м. (Урочище Башенька)

## Виникнення
Виникнення Хоцьківського горба пов'язують з еловими процесами борової тераси. А як відомо борові тераси переважно утворені алювіальними пісками.

## Ландшафт
Ландшафт території Хоцького горба переважно терасова піщана рівнина з дерново-слабопідзолистими ґрунтами під сосновими та дубово-сосновими лісами, алювіальні піски та супіски із прошарками суглинку, невеликі площі займають чорноземи опідзолені. Рельєф горба складається з піщаних дюн, грив, западин, ярів, підвищень. Деякі мають і власні назви: Красний горб, Ораний горб, Лисий горб, Білоозерська гора, Горби; яри: Вовчий яр; 
Рельєф горба сформований ізолініями від 120 до 150 м над рівнем моря. В межах ізолінії 120 розташовані такі села як: Хоцьки Бориспільського району Київської області та с. Озерище Черкаського району Черкаської області. 
На території пагорба є велика кількість озер, болітець, блюдець. Частина з них має і свої топонімічні назви: оз. Саськове, Вільхове, Одноріжок, Минене, Біле, Довгеньке, Кругленьке, Багни, Селище, Рябенкове. Болітця: Євдошкіне, Кушнірське. Назви в більшості походять від антропонімічних факторів. 
Більша частина Хоцького горба засаджена такими деревами як: сосна, дуб, клен, липа, вяз. Більша частина дерев має вік понад 60 років. Трапляються і велетенські дуби (ур. Свиненці) чи сосни яким понад 100 років. 